# Венчурное финансирование в России
Венчурное финансирование в России — высокорисковые (венчурные) инвестиции в российские компании с большим потенциалом роста. Понятие включает деятельность венчурных фондов, частных инвесторов, бизнес-инкубаторов и акселераторов и других акторов рынка венчурного капитала.

## История
К первым попыткам организации венчурного финансирования в Советском Союзе относится деятельность кооперативов или центров научно-технического творчества молодёжи в период Перестройки. Однако зарождение рынка венчурных инвестиций в России связывают с соглашениями о создании региональных фондов поддержки малого и среднего предпринимательства в России, принятыми во время саммита Большой семёрки в Токио в 1993 году.

### Формирование региональных фондов венчурного капитала, 1993—1996
Результатом договорённостей, достигнутых на токийском саммите Большой Семёрки Европейским банком реконструкции и развития и странами-донорами (Францией, Германией, Италией, Японией, США, Финляндией, Норвегией и Швеции), стало формирование в 1994—1996 годах 11 «региональных фондов венчурного капитала» для поддержки развития российской экономики. Ориентированные на поддержку существующих предприятий с числом сотрудников от 200 до 5000 человек и сфокусированные на секторе товаров народного потребления, эти фонды де-факто занимались прямыми инвестициями, а оценка их деятельности как венчурной основывалась на высоких страновых рисках.
Кроме того, в 1994 году Агентство США по международному развитию сформировало два фонда, год спустя объединённых в Американо-российский инвестиционный фонд. Собственный фонд для финансирования российских предприятий учредила Международная финансовая корпорация.

### Учреждение Российской ассоциации венчурного инвестирования, 1997
Создание отраслевого объединения было предложено на семинаре для менеджеров региональных фондов ЕБРР в декабре 1996 года, а в марте 1997 управляющие компании 10 из 11 фондов подписали учредительный договор Российской ассоциации венчурного инвестирования. На ассоциацию были возложены задачи по отраслевому лоббизму, формированию общественного мнения и развитию сферы венчурного финансирования.
В июне того же года РАВИ стала членом Европейской ассоциации венчурного капитала и вошла в европейский Совет национальных ассоциаций венчурного капитала.

### Влияние экономического кризиса 1998 года
Первые венчурные фонды, аффилированные с крупными российскими банками и холдинговыми компаниями, появились в 1997 году. С учётом фондов ЕБРР, фонда Международной финансовой корпорации и Американо-российского инвестиционного фонда в стране действовало 26 инвестиционных фондов с общим капиталом около 1,5 миллиарда долларов.
В результате экономического кризиса 1998 года большая часть российских фондов прекратила свою деятельность. После реструктуризации и ликвидации региональных фондов венчурного капитала из 11 фондов сохранилось три — Quadriga Capital, Eagle и Norum. В свою очередь, на фоне кризиса к российской интернет-отрасли начали проявлять интерес западные хедж-фонды.

### Основные направления развития внебюджетного финансирования высокорисковых проектов, 1999
На государственном уровне понятие венчурного финансирования было впервые упомянуто в документе об «Основных направлениях развития внебюджетного финансирования высокорисковых проектов (системы венчурного инвестирования) в научно-технической сфере на 2000—2005 годы», одобренном Правительственной комиссией по научно-инновационной политике 27 декабря 1999 года. «Основные направления» впервые на официальном уровне определяли понятия венчурного инвестирования, венчурного предприятия, венчурных инвестиционных институтов и системы венчурного инвестирования. Документ предполагал формирование кадрового резерва, необходимые изменения в законодательстве и создание региональных и отраслевых венчурных фондов.

### Учреждение Венчурного инновационного фонда, 2000
Первым этапом реализации «Основных направлений» стало учреждение Венчурного инновационного фонда 10 марта 2000 года. Некоммерческая организация с государственным участием была создана Правительством РФ по предложению Министерства науки в качестве фонда фондов, создающего совместные структуры с частными управляющими компаниями.
Препятствием для реализации программы стало отсутствие в российском законодательстве необходимых венчурным фондам организационно-правовых форм и схем налогообложения. Итогом деятельности фонда за последовавшие 6 лет стало участие в создании «Инновационного венчурного фонда аэрокосмической и оборонной промышленности» объёмом 10 миллионов долларов.

### Рост и спад, связанные с Бумом доткомов, 1999—2002
Всплеск инвестиций в технологические компании, спровоцированный Бумом доткомов, достиг России с задержкой и сочетался с восстановлением рынка прямых и венчурных инвестиций после кризиса. К числу наиболее успешных инвестиций этого времени относятся интернет-компании — Яндекс, Рамблер и Ozon.ru; финансирование смог привлечь РБК. В 2001 году впервые в России один из фондов ЕБРР совершил успешный выход из портфельной компании.
В целом в период с 1999 по 2003 год прошел ряд крупных сделок. Сорок миллионов долларов инвестиций получил гибрид КПК и коммуникатора Cybiko Давида Яна (сам продукт был предназначен для американского рынка, но центральный офис и команда разработчиков находились в России). Крупные инвестиции привлекли разработчик светодиодов ACOL Technologies, системные интеграторы и поставщики систем автоматизации Egar Technologies, IBS и КомпьюЛинк. Холдинг ru-Net привлёк инвестиции для финасирования портфельной компании TopS. Единственной инвестицией на ранней стадии стало финансирование разработчика системы трёхмерного распознавания объектов A4Vision.
За подъёмом последовал серьёзный спад и приостановка деятельности технологических инвесторов. Одни фонды свернули деятельность, другие — переориентировались на сферу розничной торговли, недвижимости и другие характерные для фондов прямых инвестиций отрасли. К 2002 году единственным чисто венчурным фондом в стране оставался Mint Capital (инвестировавший в медийные, информационные и телекоммуникационные активы). До 2004 года он профинансировал разработчика технологий трёхмерной графики ParallelGraphics, Java-разработчика jNetX, разработчика решений в области OCR и лингвистики ABBYY, разработчика высокоскоростных сетей «Пентаком» и телекомпанию «Студия 2В».
К моменту, когда фонд проинвестировал весь капитал, на рынке появились новые игроки: созданный Альфа-Групп фонд «Русские технологии», фонд управляющей компании «Лидинг» и Intel Capital.

### Правовое регулирование рынка венчурных инвестиций, 2002
Вплоть до 2002 года деятельность венчурных фондов в России не была регламентирована законодательно. Первого января 2002 года вступила в силу 25 глава Налогового кодекса, определившая принципы налогообложения инвестиционной деятельности. Новые положения освободили от налогов доходы, получаемые от продажи или эмиссии акций или долей, средства и активы, полученные в виде инвестиций на конкурсах и торгах, и внесли ряд других ценных для отрасли изменений.
Кроме того, в опубликованном Федеральной комиссией по рынку ценных бумаг 14 августа 2002 года положении «О составе и структуре активов акционерных инвестиционных фондов и активов паевых инвестиционных фондов» венчурные фонды получили статус закрытых паевых фондов. Это положение определило государственные требования к структуре активов венчурных фондов и обязательства управляющих компаний перед акционерами.

### Концепция развития венчурной индустрии в России, 2002
В конце 2002 года Министерство промышленности, науки и технологий Российской Федерации представило для публичного обсуждения «Концепцию развития венчурной индустрии в России». Проект предполагал создание десяти новых региональных фондов для инвестиций в технологические компании, агентств по трансферу технологий при государственных научных учреждениях, изменения в налоговом законодательстве и популяризацию технологического предпринимательства. Концепция получила неоднозначную оценку от участников рынка, а интерес к ней вернулся два года спустя во время предвыборных реформ 2004 года, когда Владимир Путин выступил в поддержку отчуждения прав на результаты интеллектуальной деятельности.

### Учреждение Российской венчурной компании, 2006
В 2005 году Министерство экономического развития начало реализацию программы по созданию региональных фондов. На заседании 10 августа 2006 года члены Правительства согласовали принципы работы Российской венчурной компании, а 24 августа было подписано постановление «Об открытом акционерном обществе „Российская венчурная компания“». Сформированные министерством фонды перешли под управление РВК.
На общество со стопроцентным участием государства и уставным капиталом в 15 миллиардов рублей легли задачи по отбору на конкурсной основе частных управляющих компаний и софинансировании венчурных фондов по направлениям нанотехнологий, информационных технологий, энергосбережения, рационального природопользования, противодействия терроризму, разработки для транспортной, авиационной и космической отраслей.

### Период роста, 2007—2013
Войдя в стадию устойчивого роста, рынок венчурного финансирования быстро преодолел кризисные явления в российской экономике в 2008—2009 годах и показал положительную динамику в 2010. Если в 2007 году РАВИ оценивала объём рынка в 108,3 миллионов долларов по итогам 34 сделок, к 2012 году он достиг рекордных 1 миллиарда 213,2 миллионов долларов при 267 зафиксированных инвестициях. По оценке Dow Jones VentureSource к концу января 2013 года Россия заняла 4 место в Европе по объёму инвестиций в сектор высоких технологий, а журналисты The Wall Street Journal отметили бум венчурных инвестиций в технологические стартапы.
В 2007 году по инициативе Владимира Путина была учреждена Российская корпорация нанотехнологий, в 2011 году реорганизованная в открытое акционерное общество «Роснано». С 2007 по 2012 год корпорация «Роснано» проинвестировала более 130 миллиардов рублей в 100 проектов. Наукоград Сколково был основан в 2010 году президентом Дмитрием Медведевым для поддержки инновационных компаний из областей биотехнологий, космических технологий, ядерных технологий, компьютерных и информационных технологий и энергетической эффективности. С 2010 по 2014 год фонд «Сколково» на условиях соинвестирования одобрил 150 грантов на сумму 9,9 миллиардов рублей. В 2013 по инициативе Владимира Путина был учреждён Фонд развития интернет-инициатив.

### Влияние финансово-экономического кризиса 2014—2015 годов
В рамках исследования Venture Barometer Russia 2014, проведённого аналитическим агентством Data Insight по заказу венчурного фонда Prostor Capital, почти все респонденты отметили, что кризис приведёт к сокращению рынка. Среди наиболее вероятных последствий были названы сокращение числа работающих в России фондов и объёма инвестиций и дальнейшее увеличение роли государства на рынке венчурного капитала.
Кризис привёл к значительному (от 30 до 100 %) снижению стоимости российских компаний в портфелях фондов. Кроме того, на привлекательность России для венчурных капиталистов повлиял закон № 376-ФЗ «О налогообложении прибыли контролируемых иностранных компаний и доходов иностранных организаций», вступивший в силу 1 января 2015 года. Закон ввёл налогообложение в Российской Федерации нераспределённой прибыли иностранных структур и компаний, доля капитала в которых принадлежит российским налоговым резидентам. Итогом событий 2014—2015 годов стали неблагоприятные условия для венчурных фондов и смещение фокуса инвесторов на иностранные стартапы и иностранные юрисдикции.

### Снижение объемов инвестиций, 2016
На основе отчета PwC и Российской венчурной компании (РВК) «MoneyTreeTM: Навигатор венчурного рынка» в 2016 году объем сделок снизился на 29% (по отношению к 2015 году). За этот год не было ни одной инвестиционной сделки свыше $ 100 млн. и средний объем инвестиций был ниже чем за 2015 год.  «Существенное давление на российский венчурный рынок в 2016 году оказывали общий спад деловой активности, неопределенность относительно прогнозов ключевых макроэкономических показателей и обесценение рубля (-10% по среднегодовому значению 2016 года относительно 2015 года)».

### Снижение объемов инвестиций в 2022
В 2022 году из-за военного вторжения России на Украину, и последовавших санкций и релокации IT-проектов за рубеж рынок венчурных инвестиций сократился. Согласно данным портала Venture Guide по итогам 2022 года общий объём вложений в проекты составил $1,1 млрд это на 57% меньше чем годом ранее. Сделки заключенные в 2022 году до вторжения России на Украину составили $900 млн, $650 из которых пришлись на сделки двух американских фонда Accel и BlackRock. Таким образом, можно констатировать, что с февраля 2022 года рынок венчурных инвестиций уменьшился на порядок.

## Экосистема

### Государственные институты
На конец 2013 года в России действовало 53 фонда с государственным капиталом и общей капитализацией 7,53 миллиардов долларов — около четверти всех средств на рынке и около 15 % от общего числа венчурных фондов. Российская венчурная компания выступает в роли инвестора частно-государственных фондов, трёх инфраструктурных фондов (Посевного фонда РВК, Инфрафонда РВК и Биофонда РВК), соинвестором в иностранные венчурные фонды и координатором государственных программ развития посевного и венчурного финансирования. К числу федеральных институтов развития относятся «Фонд Сколково», Фонд Содействия и Фонд развития интернет-инициатив. В рамках совместной федерально-региональной программы (при 50 % финансировании из частного капитала, 25 % из средств бюджета РФ и 25 % из бюджета региона) действуют фонды, созданные по инициативе Министерства экономического развития, и региональные фонды содействия развития венчурных инвестиций в малые предприятия в научно-технической сфере. На региональном уровне также действуют местные фонды поддержки инновационных компаний, например, Инвестиционно-венчурный фонд Республики Татарстан, Moscow Seed Fund, петербургский «Фонд предпосевных инвестиций».
В 2014 году сделки с участием государственного капитала составили около 38 % от общего объёма инвестиций и 32 % от общего числа. Эти венчурные фонды остаются основным источником инвестиций в отрасли биотехнологий, промышленного оборудования, строительства, химических материалов и энергетики.

### Инвестиционные фонды
По данным совместного исследования, проведённого изданием Firrma.ru, Российской венчурной компанией и PriceWaterhouseCoopers в 2013—2014 годах, в рейтинге активных в России венчурных фондов, созданных россиянами или выходцами из России, оказалось 62 компании.
Наиболее активными на этапе посевных инвестиций были Фонд развития интернет-инициатив, Moscow Seed Fund, QIWI Venture, Vestor.in Partners, Universe Ventures, Starta Capital Accessor Fund, The United Venture Company, IMI.vc, Фонд посевных инвестиций РВК, Russian Ventures, Grishin Robotics, Softline Venture Partners и AddVenture.
По данным за 2017 год в первую десятку наиболее активных фондов на ранней стадии инвестирования (посевное финансирование) вошли: Фонд развития интернет-инициатив, Altair Capital Management, Starta Ventures, Pulsar Venture Capital, Admitad Invest, Phystech Ventures, Moscow Seed Fund, the Untitled ventures, Cabra VC, Primer Capital.
В числе фондов поздних стадий инвестиции осуществляли Flint Capital, Maxfield Capital, Impulse VC, TMT INVESTMENTS, группа фондов Massa Innovations, Almaz Capital, группа фондов i2bf, Vaizra Capital, Runa Capital, Bright Capital Energy, Imperious Group, Titanium Investments, Life.SREDA, LETA Capital, группа фондов Russia Partners, InVenture Partners, Инфрафонд РВК, Phenomen Ventures, SBT Venture, Target Ventures, Kite Ventures, ВЭБ Инновации, Guard Capital, FinSight Ventures, iTech Capital, Биопроцесс, Биофонд РВК, Лидер-инновации, IT-Online Venture, Genezis Capital, Fastlane Ventures, ABRT Venture Fund, ВТБ Капитал, 101StartUp, ru-Net Holdings, Buran Ventures.
По данным РАВИ, российские венчурные инвесторы наиболее заинтересованы в компаниях из области информационно-коммуникационных технологий. Инвестиции в ИКТ составили 70 % от общего числа сделок и 65 % от совокупного объёма вложенных в 2014 году средств. Центром инвестиционной активности страны остаётся Центральный федеральный округ.

### Бизнес-ангелы
В силу непубличности многие ангельские инвестиции не учитываются в статистике. Частных российские инвесторы, позиционирующих себя как бизнес-ангелы, объединяют региональные группы, клубы (например, Venture Club, Сколковский клуб бизнес-ангелов, клуб инвесторов бизнес-школы «Сколково») и крупные отраслевые ассоциации — Национальная ассоциация бизнес-ангелов и Национальное содружество бизнес-ангелов.
Первая десятка из рейтинга бизнес-ангелов за 2017 год, по версии издания Firrma.ru
| ФИО                | Число сделок по своей информации | Число подтвержденных сделок | Число выходов по своей информации | Число подтвержденных выходов | Средний чек         | Размер инвестиций за последние 12 месяца |
| ------------------ | -------------------------------- | --------------------------- | --------------------------------- | ---------------------------- | ------------------- | ---------------------------------------- |
| Александр Румянцев | 30                               | 28                          | 0                                 | 0                            | 500 тыс - 3 млн руб | Не менее 15 млн руб                      |
| Виталий Полехин    | 10                               | 2                           | 1                                 | 0                            | 50-150 тыс дол      | не раскрывается                          |
| Сергей Дашков      | 10                               | 2                           | 0                                 | 0                            | 150 тыс дол         | 1 млн дол                                |
| Андрей Головин     | 7                                | 2                           | 0                                 | 0                            | 10-15 тыс евро      | 60 тыс евро                              |
| Роман Поволоцкий   | 6 (по публичной информации)      | 6                           | нет данных                        | 0                            | нет данных          | нет данных                               |
| Дмитрий Сутормин   | 5                                | 2                           | 2                                 | 0                            | 250 тыс дол         | 950 тыс дол                              |
| Эдуард Фияксель    | 5                                | 2                           | 0                                 | 0                            | от 50 тыс дол       | 400 тыс дол                              |
| Богдан Яровой      | 5                                | 2                           | 1                                 | 0                            | 50 тыс дол          | не раскрывается                          |
| Олег Евсеенков     | 3                                | 3                           | 0                                 | 0                            | 30 тыс дол          | около 200 тыс дол                        |
| Алексей Менн       | 3                                | 2                           | 0                                 | 0                            | от 400 тыс дол      | не раскрывается                          |

### Бизнес-инкубаторы
Данные о числе бизнес-инкубаторов в России варьируются. По сведениям Высшей школы экономики на 2014 год, количество действующих инкубаторов превышало 100, по данным официальных сайтов федеральных округов России — 200 учреждений. В список, подготовленный аналитиками Ernst&Young и Российской венчурной компании в рамках исследования 2014 года, вошло 110 активных бизнес-инкубаторов.
Исследование показало невысокие результаты инкубации российских резидентов. Среднее число российских компаний, достигающих целевых показателей по окончании программ инкубации намного ниже аналогичного показателя для европейских или американских программ (27 % против 88 % и 87 % соответственно).

### Технопарки
По оценке Высшей школы экономики и некоммерческого партнёрства «Ассоциация технопарков в сфере высоких технологий», к 2014 году в России работало или находилось в стадии проектирования или строительства 80-90 технопарков.

### Бизнес-акселераторы
Исследование издания Firrma.ru, проведённое при поддержке Российской венчурной компании в 2013 году, обнаружило в России 27 учреждений, формально соответствующих определению бизнес-акселератора, среди которых только 19 вели деятельность.
В составленный изданием рейтинг наиболее активных организаций вошли акселератор Фонда развития интернет-инициатив, акселерационная программа GenerationS, Pulsar Ventures, API Moscow, Fastlane Ventures, Farminers, Global TechInovations, iDealMachine, MetaBeta и FutureLabs.

### Корпоративные инвестиции
С 2012 года Российская венчурная компания совместно с некоммерческим партнёрством «Клуб директоров по науке и инновациям» проводит исследования в области корпоративных венчурных инвестиций, а с 2013 года — вместе с Министерством экономического развития курирует программу «Практика создания корпоративных венчурных фондов (КВФ) в российских компаниях».
По данным на 2013—2014 годы, несмотря на интерес крупного бизнеса к использованию новых разработок, только 15 % компаний проводят инвестиции в технологические стартапы. Среди действующих в России корпоративных венчурных фондов QIWI Venture и Softline Venture Partners, венчурные подразделения иностранных корпораций. В сделках на венчурном рынке участвуют LIFE.Sreda, LETA Capital, Сбербанк, «Яндекс». Некоторые крупные компании выбирают другие способы работы со стартапами — конкурсы, гранты и инкубаторы.

## Правовая среда
Одна из ранних попыток правового регулирования венчурной отрасли — опубликованный в 1999 году «Проект закона о венчурной деятельности», предполагавшийся авторами к вынесению на обсуждение Государственной думой. Документ встретил резкую критику профессионального сообщества, а точка зрения РАВИ была закреплена в регулярной публикации, посвященной лучшим практикам венчурной отрасли. Ассоциация выступила за решение препятствующих развитию венчурной индустрии проблем в общем корпоративном, налоговом и валютном законодательстве в рамках существующих отраслей права и законодательных актов. Концепция закона «О венчурной деятельности» была вновь предложена в 2009 году, но и в этот раз не встретила одобрения участников рынка.
Существующая нормативно правовая база венчурного финансирования включает правовые акты, регулирующие инвестиционную деятельность, инновационную деятельность, защиту интеллектуальной собственности и предпринимательскую (хозяйственную) деятельность.

### Инвестиционное законодательство
- Федеральный закон от 22.04.1996 № 39-ФЗ «О рынке ценных бумаг», создающий правовые основы эмиссии и обращения ценных бумаг и регулирующий профессиональную деятельность участников рынка ценных бумаг;
- Федеральный закон от 25.02.1999 № 39-ФЗ «Об инвестиционной деятельности в Российской Федерации, осуществляемой в форме капитальных вложений», определяющий понятия инвестиций и инвестиционной деятельности, методы государственного регулирования и гарантии защиты интересов, прав и собственности участников;
- Федеральный закон от 29.11.2001 № 156-ФЗ «Об инвестиционных фондах», закрепляющий понятие паевого инвестиционного фонда и определяющий содержание договора доверительного управления и особенности управления активами закрытых ПИФ;
- Приказ ФСФР РФ от 28.12.2010 № 10-79/пз-н «Об утверждении Положения о составе и структуре активов акционерных инвестиционных фондов и активов паевых инвестиционных фондов», определяющий разновидности фондов (в том числе, венчурных), требования к их организационно-правовой форме, составу и структуре активов;
- Федеральный закон от 28.11.2011 № 335-ФЗ «Об инвестиционном товариществе», определяющий порядок заключения договора об инвестиционном товариществе, права и обязанности его участников.

### Законодательство об инновационной деятельности
- Федеральный закон от 23.08.1996 № 127-ФЗ «О науке и государственной научно-технической политике», определяющий понятия научной деятельности и инноваций, основы регулирования отношениями между её субъектами, потребителями и государством, цели и принципы государственной политике в области её поддержки;
- Письмо Президента РФ от 30.03.2002 № Пр-576 «Основы политики Российской Федерации в области развития науки и технологий на период до 2010 года и дальнейшую перспективу», определяющее ключевые направления государственной политики в области развития науки, цели и пути их достижения, меры стимулирования научной и научно-технической деятельности;
- «Стратегия развития науки и инноваций в Российской Федерации на период до 2015 года», утверждённая Министерством образования и науки 15 февраля 2006, устанавливающая целевые индикаторы, перечень целевых программ и мероприятий по формированию инновационной системы, суммы и источники финансирования;
- Распоряжение Правительства РФ от 10.03.2006 № 328-р «О государственной программе „Создание в Российской Федерации технопарков в сфере высоких технологий“», направленное на поддержку производителей высокотехнологичных товаров и услуг и создание в России технопарков;
- «Рекомендации по обеспечению координации программ реализуемых по поддержке субъектов малого и среднего предпринимательства, по содействию самозанятости безработных граждан, по поддержке малых форм хозяйствования на селе и по поддержке малых форм инновационного предпринимательства» Министерства экономического развития от 5 декабря 2011 года, определяющие приоритетные направления и программы поддержки субъектов малого инновационного предпринимательства, условия предоставления грантов и субсидий;
- Распоряжение Правительства РФ от 08.12.2011 № 2227-р «Об утверждении Стратегии инновационного развития Российской Федерации на период до 2020 года», устанавливающее целевые значения показателей инновационного развития страны, содержание национальной инновационной политики, направления поддержки инновационной деятельности, развития частно-государственного партнёрства и совершенствования инновационной инфраструктуры.

### Законодательство об интеллектуальной собственности
- IV часть Гражданского кодекса РФ, № 230-ФЗ от 18.12.2006, определяющая общие понятия в области интеллектуальной собственности, правовой режим её охраны, момент возникновения интеллектуальной собственности и способы передачи исключительных прав на неё;
- Трудовой кодекс РФ, № 197-ФЗ от 30.12.2001, определяющий порядок защиты результатов интеллектуальной деятельности, имеющий служебный характер, и порядок выплаты авторских вознаграждений.

### Предпринимательское(хозяйственное)законодательство
- Федеральный закон от 26.12.1995 № 208-ФЗ «Об акционерных обществах» и федеральный закон от 08.12.1998 № 14-ФЗ «Об обществах с ограниченной ответственностью», определяющие порядок деятельности обществ, защиту имущественных интересов собственников и внешних инвесторов;
- II часть Налогового кодекса РФ, № 117-ФЗ от 05.08.2000, устанавливающая льготы по НДС, налогам на прибыль и имущество организаций, земельному налогу и применению специальных налоговых режимов;
- Федеральный закон от 22.07.2005 № 116-ФЗ «Об особых экономических зонах в Российской Федерации», устанавливающий льготы по налогам, таможенному оформлению и таможенным платежам;
- Федеральный закон от 24.07.2007 № 209-ФЗ «О развитии малого и среднего предпринимательства в Российской Федерации», определяющий критерии отнесения предприятий к субъектам малого и среднего предпринимательства и меры поддержки инновационных предприятий;
- Федеральный закон от 28.09.2010 № 244-ФЗ «Об инновационном центре „Сколково“», определяющий правовые основы функционирования территориально обособленного инновационного комплекса;
- Федеральный закон от 03.12.2011 № 380-ФЗ «О хозяйственных партнерствах», создающий правовые основы существования организационно-правовой формы, наиболее близкой к существующему в американском и британском праве «ограниченному партнёрству»[46];
- «Основные направления налоговой политики Российской Федерации на 2014 год и на плановый период 2015 и 2016 годов», одобренные Правительством 30 мая 2013 года и определяющие основные направления развития законодательства в области налогообложения.